# 塔夫茨大學美術館學校

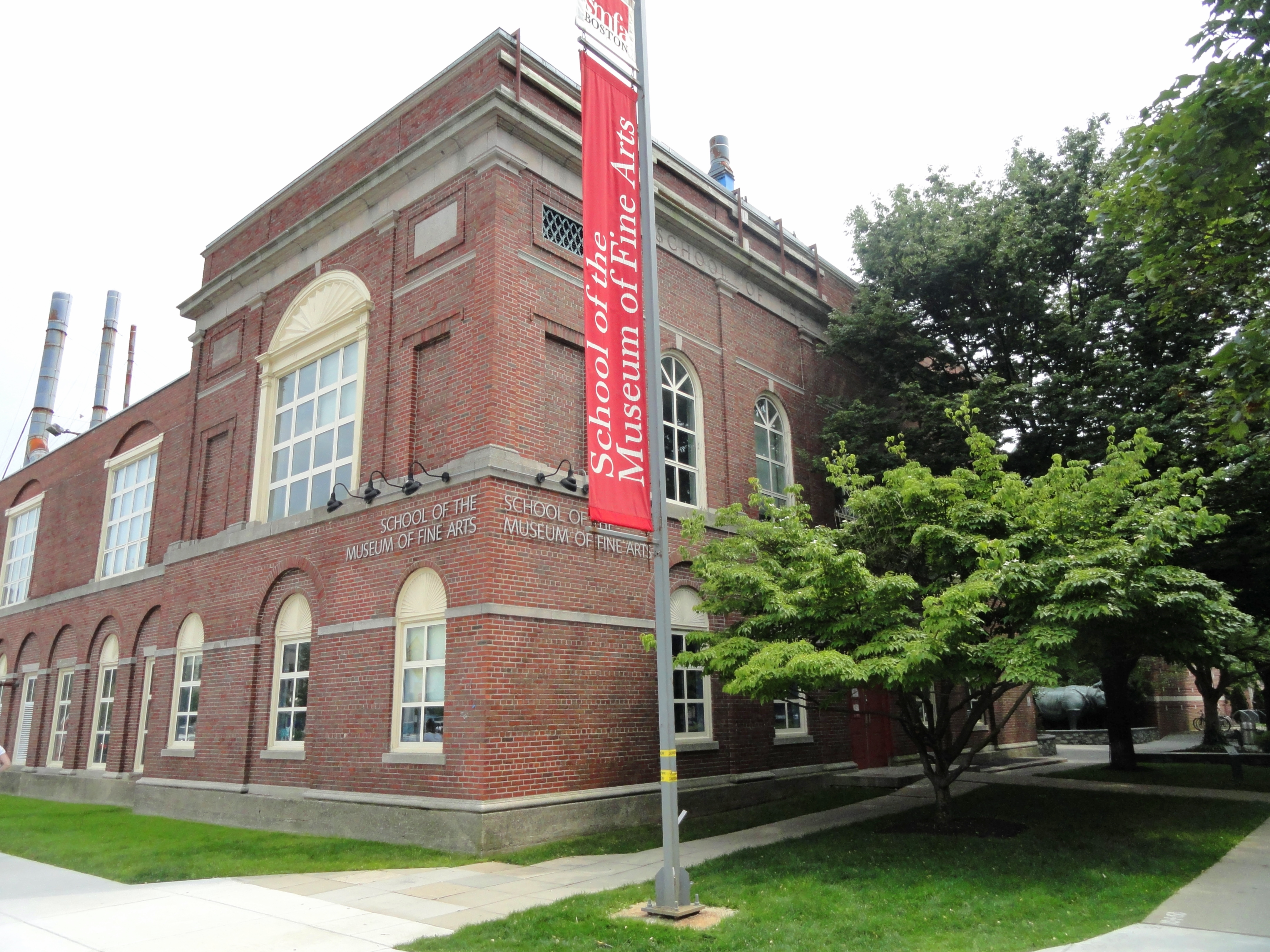

塔夫茨大學美術館學校（英語：School of the Museum of Fine Arts at Tufts University，简称SMFA@Tufts）位于美国马萨诸塞州波士顿芬威230号，是私立艺术与设计学院协会、专业艺术联盟的成员校。学校1876年创立，2014年时录取率为90.4%。当前校长为南锡·包尔。
2016年7月1日，波士顿美术馆与塔夫茨大学达成协议，将該校移交正式成为塔夫茨大学文理学院的一部分。Tufts的SMFA提供跨学科艺术学士学位（BFA）和五年制BFA + BA / BS综合学位课程。 